# Coranism
Coranismul reprezintă un termen general care desemnează mai multe interpretări ale islamului, al căror factor comun este negarea autenticității hadith-ului (în arabă: حَدِيث), astfel distanțându-se substanțial de concepția tradițională ale celor două mari rituri, sunnismul și șiismul . După cum sugerează și numele, coranism (în arabă: قُرْآنِيّة, de la القُرْآن, Coranul), adepții acestei orientări religioase consideră Coranul singura sursă a credinței islamice autentice.  
Conform coraniștilor, legea islamică (sharia, شريعة), așa cum este înțeleasă de către majoritatea musulmanilor și – implicit – școlile teologice (madhhadb - مَذْهَب) sunt privite cu suspiciune, deoarece se bazează într-o mare măsură pe zicerile profetului Muhammad; într-adevăr, unele zone de dispută implică practici controversate ale islamului tradițional, cum ar fi pedeapsa uciderii cu pietre pentru adulter , sau uciderea pentru apostazie  

## Nume
Termenul „coranism” reprezintă un calc de la cuvântul arab „قرآنية” (adjectiv substantivizat care înseamnă „privitor la Coran”) și cuprinde atât unii gânditori independenți, neafiliați la nicio organizație, cum ar fi scriitorul american de originie kurdă Edip Yuksel, iranianul Nasir Subhani, sirianul Mohammed Shahrour, egipteanul Ahmed Subhy Mansour, sau indianul Chekannur Moulavi – cât și unele mișcări bine-definite, precum „United Submitters International”/ „Submitters” („Comunitatea Internațională a Supușilor”, sau, pur și simplu „Supușii”), fondată de către imamul Rashad Khalifa (a cărui desitanțare de islamul tradițional nu s-a limitat  la hadith, ci a implicat și eliminarea a două versete din Coranul însuși care nu se potriveau modelului său matematic al cărții sfinte bazat pe cifra 19 ); sau minoritatea religioasă din nordul Nigeriei „Kala Kato” (tradus literalmente ca „Un simplu om a spus-o” – cu referire la profetul Muhammad) . 
Coraniștii mai pot fi denumiți și „أهل القرآن” („Poporul Coranului”), deși mulți refuză să adopte acest apelativ, considerându-se pur și simplu musulmanii adevărați, care urmează porunca sfântă de a asculta de Coran  .

## Diferențele dintre coranism și islamul ortodox
În ceea ce privește asemănările dintre majoritatea musulmanilor (indiferent de rit) și coraniști, caracteristicile generale ale credinței islamice sunt prezente: monoteismul , stâlpii islamului (أركان الإمان)  , articolele credinței (aqidah, عقيدة) , revelația divină (wahy, وَحْي) . Diferențele apar atunci când se iau în considerare detaliile unora dintre aceste elemente fundamentale, mai precis acolo unde acestea sunt influențate de hadith (spre exemplu: rugăciunea obligatorie, salah - صلاة) .
Datorită faptului că hadith-ul constituie cea de-a doua sursă a legii islamice, este inevitabil ca sistemul coranist să nu prezinte diferențe semnificative față de islamul tradițional, în asemenea măsură încât mulți învățați musulmani le socotesc pure erezii sau apostazie .
Coranismul nu constituie o sectă propriu-zisă (nici coraniștii înșiși nu se consideră membri ai vreunei secte ), având în vedere că nu există o organizație unitară, ori o mișcare centralizată. Cee ce îi unește pe toți, însă, este atitudinea nefavorabilă față de hadith, în sprijunul căreia se aduc mai multe dovezi, pe diferite planuri.

## Dovezi coranice
Conform islamului ortodox, Dumnezeu i-a vorbit Profetului, oferindu-i învățături esențiale pentru a-i călăuzi pe credincioși, atât prin Coran, cât și prin hadith, cu precădere așa-numitele Hadith Qudsi (حديث قدسي) hadith-urile dumnezeiești, cele ale căror înlănțuire de martori se termină cu Dumnezeu însuși . Coraniștii, însă, dezic valoarea hadith-ului, care, susțin ei, contrazic textul sfânt; faptul că nu se face nicio referire categorică privind necesitatea hadith-ului în niciun verset constituie cel mai bine-întemeiat argument în favoarea acestei doctrine . 
Coranul este, conform propriilor versete, scriptura perfectă, completă – cuvântul lui Dumnezeu; ca atare, coraniștii aduc argumentual că, dacă hadith-ul ar fi fost atât de important, necesitatea sa ar fi fost menționată în Coran :
„El este cel care a pogorât asupra voastră cartea deslușită.” (6:114) 
„O Carte cu versete lămurite.” (41:3) (în arabă, verbul folosit este „fussilat”: care este explicată în detaliu...) 
ونزّلنا عليك الكتابَ تِـــــــــبْــــــــيَـــــانًا لِـــــكلِّ شَيْءٍ
“Noi am făcut să pogoare Cartea asupra ta, ca tâlcuire pentru toate lucrurile” (Coranul, 16:89) 
„Dacă acesta (Muhammad) ar fi făcut născociri asupra Noastră, l-am fi apucat cu mâna dreaptă, apoi i-am fi tăiat vena gâtului.” (Coranul, 69:44-46) 
„Cei care nu judecă după ceea ce a pogorât Dumnezeu, aceia sunt tăgăduitori.” (5:44) 
Fără îndoială, cele mai bătătoare la ochi versete (din pricina folosirii cuvântului „hadith”), adesea citate de coraniști, sunt următoarele: 
تِلْكَ آيَاتُ اللَّهِ نَتْلُوهَا عَلَيْكَ بِالْحَقِّ ۖ فَبِأَيِّ حَدِيثٍ بَعْدَ اللَّهِ وَآيَاتِهِ يُؤْمِنُونَ
„Acestea sunt versetele lui Dumnezeu, pe care ți le recităm întru adevăr. În ce spusă (același cuvânt pentru „hadith”), după Dumnezeu și versetele Sale, vor mai crede?” (Coranul, 45:6) 
„Dintre oameni, cineva cumpără povești (același cuvânt pentru „hadith”) vesele cu care rătăcește de la calea Domnului cu neștiință...” (Coranul, 31:6) 
„Dumnezeu c pogorât cea mai frumoasă dintre spuse (același cuvânt pentru „hadith”): o Carte ce se aseamănă și se repetă (Coranul)” (39:23) 
„După aceasta, în ce spusă (hadith) vor mai crede?” (77:50) 
„Eu nu urmez decât ceea ce mi-a fost dezvăluit.” (Coranul, 46:09), 
„Cei care dau ascultare trimisului, dau ascultare lui Dumnezeu.” (Coranul, 4:80) 
„Judecă între ei după ceea ce a pogorât Dumnezeu” (după Coran) (Coranul, 5:48) 
Coraniștii afirmă că, de vreme ce Coranul va constitui singurele cuvinte transmise de către Profet care vor beneficia de ocrotire divină, hadith-ul nu va putea fi demn de încredere :
„Noi am pogorât amintirea și asupra ei veghem.” (15:9) 

## Dovezi din hadith
Coraniștii merg până la a susține că hadith-urile constituie blasfemie 
Spre exemplu, hadith-ul 3425, volumul 8, Sahih Muslim